# Walnut Springs (Teksas)
Walnut Springs je grad u američkoj saveznoj državi Teksas. Prema popisu stanovništva iz 2010. u njemu je živjelo 827 stanovnika.